# Voltigierpferd
Ein Voltigierpferd ist ein speziell für den Einsatz im Voltigiersport ausgebildetes Pferd. Es sollte ruhig, brav, gutmütig und geduldig sein.
Es muss ausdauernd – bei Gruppenwettkämpfen je nach Leistungsklasse bis zu 12 Minuten – galoppieren können und eine schwungvolle, gleichmäßige und dennoch ruhige Galoppade besitzen. Da der Voltigierer den Schwung für seine Übungen vom Pferd bekommt, wirken sich Ungleichmäßigkeiten in der Galoppade ebenso wie zu viel oder zu wenig Schwung unmittelbar auf die Qualität der Übung aus.
Hierin liegt auch die Schwierigkeit des Voltigierens, denn der Sportler muss sich vollkommen auf sein Pferd verlassen können.

## Alter
Das Mindestalter eines Voltigierpferdes für internationale Wettkämpfe liegt bei sieben Jahren, für nationale Wettkämpfe bei sechs Jahren. Ab etwa 5 Jahren ist ein Pferd in der Lage den physischen und psychischen Anforderungen zu genügen, so dass das Pferd ausgebildet werden kann.

## Exterieur

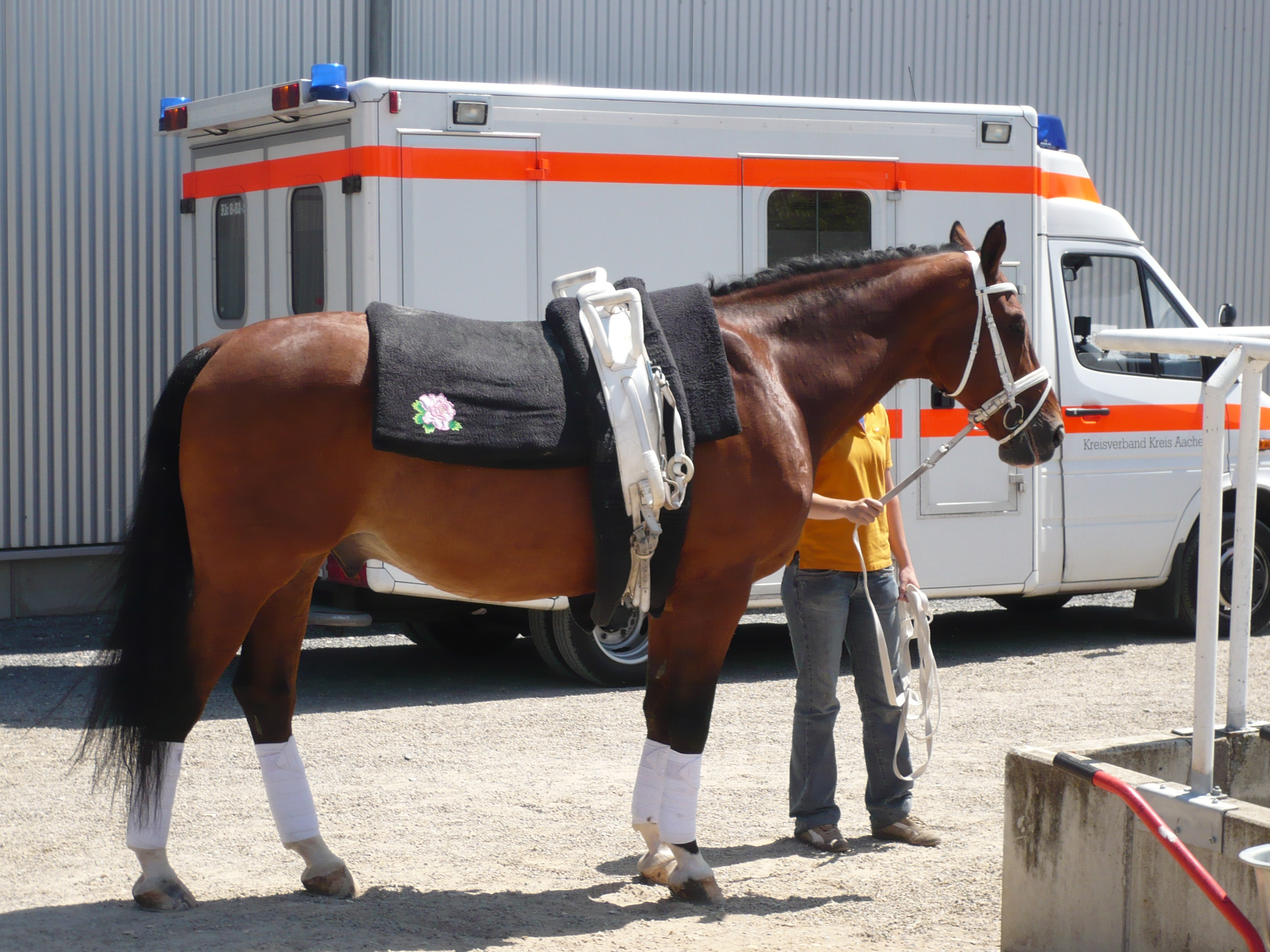
Voltigierpferd

Um den Voltigierern den nötigen Raum zu bieten und die Belastungen gesund zu überstehen, sollte ein Voltigierpferd einen breiten, flachen, unempfindlichen Rücken, eine breite, wenig abfallende Kruppe, einen nicht zu stark ausgeprägten Widerrist, breiten Brustkorb und gesunde, kräftige Beine haben. Außerdem sollte es für die Leistungsgruppen groß genug sein. Die meisten Voltigierpferde sind zwischen 1,70 m und 1,85 m groß, wobei es jedoch keine vorgeschriebene Größe gibt.

## Ausrüstung
Das Pferd trägt einen Voltigiergurt mit einer Gurtunterlage (aus Schaumstoff) und darunter ein festes Pad, das den Pferderücken schützt. Außerdem trägt es, wie beim Reiten auch, eine Trense und Ausbinder (beim Turnier) bzw. Dreieckszügel (beim Training und auf breitensportlichen Wettbewerben). Voltigierpferde können aber anstatt der Trense auch mit Kappzaum longiert und auf Wettbewerben vorgestellt werden.
An der Trense oder dem Kappzaum wird die Longe befestigt, mit der der Longenführer zusammen mit der Teleskoppeitsche das Pferd von der Mitte des Zirkels (18 m Durchmesser) aus „dirigiert“.
Zum Schutz der Beine können diese bandagiert oder mit Gamaschen und evtl. Springglocken versehen werden.
Auf Turnieren können Mähne (und Schweif) eingeflochten werden, dies ist allerdings nicht zwingend notwendig.

## Pferdenote im Turniersport
Im Voltigieren ist das Zusammenspiel von Pferd, Longenführer und Voltigierer von elementarer Bedeutung. Folgerichtig fließen die Leistungen von Longenführer und Pferd in die Gesamtbewertung einer Voltigierprüfung ein. Bewertungskriterien sind Reinheit des Gangs, Losgelassenheit, Rücken- und Maultätigkeit, Schwung, Anlehnung und Gehorsam des Pferdes, Technik des Longierens sowie Hilfegebung. International wurde die Pferdenote 1997 eingeführt, um zu dokumentieren, dass es sich beim Voltigieren um einen Pferdesport handelt. Damit wurde auf die kritische Forderung reagiert, das Voltigieren aus der FEI auszulagern, da es eher als Turnsportart zu klassifizieren sei. Ferner sollte auf diese Weise eine hohe Qualität der Pferde bei internationalen Wettkämpfen gewährleistet werden. Bei Welt- und Europameisterschaften macht die Pferdenote einen Anteil von etwa 10 % am Gesamtergebnis aus und wird von zwei Richtern vergeben, die ausschließlich für die Beurteilung von Longenführer und Pferd zuständig sind. Im deutschen Turniersport gibt es keine separaten Pferderichter und die Pferdenote hat (außer im Doppelvoltigieren mit 20 %) einen geringeren Anteil am Gesamtergebnis (je nach Leistungsklasse und Disziplin etwa 5 % bis 8 %).